# Гута (Шептицкий район)
Гу́та (укр. Гута) — село в Сокальской городской общине Шептицкого района Львовской области Украины.
Население по переписи 2001 года составляло 511 человек. Занимает площадь 1,752 км². Почтовый индекс — 80042. Телефонный код — 3257.